# Гадж Сингх II
Гадж Сингх II (хинди गज सिंह; родился 13 января 1948 года) — индийский политик и дворянин, который был членом индийского парламента и Верховным комиссаром Индии. Он является титулярным махараджей Джодхпура с 1952 года.

## Ранние годы и вступление
Родился 13 января 1948 года в Джодхпуре, княжество Джодхпур. Единственный сын Ханванта Сингха (1923—1952), махараджи Джодхпура (1947—1949), от его первой жены, Махарани Кришна Кумари (1926—2018) из Дхрангадхры. Он унаследовал титулы и звания своего отца, когда ему было всего четыре года, в 1952 году, когда его отец внезапно погиб в авиакатастрофе. Вскоре после этого он был возведен на княжеский престол Джодхпура.
Младенца и его братьев и сестер воспитывала их мать, Раджмата Кришна Кумари. В возрасте восьми лет Гаджа Сингха отправили сначала в подготовительную школу Котхилл-Хаус в Оксфордшире (Англия), а затем в Итонский колледж и Крайст-Черч в Оксфорде, где он получил степень по философии, политике и экономике.
Полный титул Махараджи Сингха был Его Высочество Радж Раджешвар Сарамад-и-Раджа-и-Хинд Махараджадхираджа Махараджа Шри Гадж Сингхджи II Сахиб Бахадур, Махараджа Марвара. Он известен широкой публике в Мараваре как «Бапджи».

## Семья
В 1970 году Гадж Сингх вернулся в Джодхпур, чтобы приступить к исполнению обязанностей махараджи Джодхпура. 19 февраля 1973 года он женился на Хемалате Раджье (род. 2 мая 1951), дочери раджи Пунча, крупного феодального штата Кашмир, и его жены Налини Раджья Лакшми Деви, дочери короля Непала Трибхувана и королевы Ишвари Раджья Лакшми Деви. Они родители двоих детей:
- дочь Шивранджани Раджье (род. 22 августа 1974 года)
- сын Шиврадж Сингх (род. 30 сентября 1975 года), жена с 2010 года Юврани Шри Гаятри Радж Кумари Сахиба (род. 1988), дочь Раджвара Бханураджа Сингха Пала, из бывшей княжеской семьи Аскота в Уттаранчале. У супругов есть двое детей:
  - дочь Радж Бханвар Байса Ваара Раджие Сахиба (род. 10 декабря 2011, Нью-Дели)
  - сын Радж Бханвар Шри Вирадж Део Сингхджи Сахиб (род. 16 ноября 2015, Нью-Дели)

## Прекращение признания титула
В 1971 году в Конституцию Индии были внесены поправки. 5 ноября 1971 года Махараджа и другие принцы были лишены своих личных кошельков, государственных аннуитетов, которые были гарантированы им как в конституции, так и в пактах о присоединении, согласно которым их княжества были объединены с Доминионом Индия в 1940-х годах, с принятием поправки. Та же поправка также лишила их других привилегий, таких как дипломатический иммунитет . В Конституции Индии, обнародованной в 1971 году, правительство Индии отменило все официальные символы княжеской Индии, включая титулы, привилегии и вознаграждение (личные кошельки).

## Карьера
Позже Гадж Сингх занимал пост Верховного комиссара Индии в Тринидаде и Тобаго. Он также занимал должность члена Раджья Сабха, Верхней палаты индийского парламента.
20 июля 1992 года он основал школу для девочек с дневным пребыванием под названием Rajmata Krishna Kumari Girls’Public School, названную в честь его матери.